# Muntele Jirisan
Muntele Jirisan (coreeană  지리산; ; Hanja: 智異山) este situat în sudul Coreei de Sud. Este al doilea cel mai înalt munte din Coreea de Sud, după Hallasan⁠(d) pe Insula Jeju, cât și cel mai înalt munte din partea continentală a Coreei de Sud.
Acest munte, situat în Parcul Național Jirisan⁠(d), are o înălțime de 1915 m. Se află la capătul sudic al lanțurilor muntoase Sobaek⁠(d) și Baekdudaegan⁠(d), considerate „coloana vertebrală” a Peninsulei Coreene, care încorporează zona montană Sobaek și cea mai mare parte a lanțului muntos Taebaek⁠(d).
Muntele Jirisan găzduiește șapte temple budiste, dintre care cel mai mare și mai cunoscut este Hwaeomsa⁠(d). Acesta conține mai multe comori naționale, în cea mai mare parte opere de artă din piatră datând din aproximativ anii 600-900 d. Hr. În fiecare an mai mult de 280.000 de persoane vizitează muntele Jirisan, care dispune de mai multe trasee turistice. Vara și toamna sunt cele mai populare anotimpuri în rândul turiștilor.

## Istorie
În timpul războiului din Coreea, trupele nord-coreene au ocupat regiunea din care face parte muntele Jirisan. După ce zona montană Sobaek a fost preluată de forțele Națiunilor Unite, un număr considerabil de nord-coreeni au rămas în munți, unde au continuat un război de gherilă până când au fost învinși în 1955, la doi ani după ce un acord a fost semnat de către beligeranți.

## Legendă
La intrarea în Valea Baemsagol, în urmă cu 1.300 de ani se afla Templul Songnimsa. Acest templu practica un ritual anual la sărbătoarea de la Chilwolbaekjung (o zi cu lună plină din luna iulie în calendarul lunar) în care era ales cel mai credincios călugăr. După alegerea celui mai credincios călugăr, restul călugărilor se rugau pentru trecerea sa în siguranță în paradis ca divinitate.
Într-un an, cel mai mare călugăr la vremea aceea, Seosandaesa, a vizitat templul, a auzit despre acest ritual budist și a ghicit că trebuie să existe un secret în spatele acestuia. Seosandesa a permis călugărului ales în acel an să se roage purtând un halat de mătase uns cu otravă, legat printr-un fir de mătase de terasa Sinseodae. 
Seosandaesa s-a ascuns apoi în spatele unei pietre pentru a observa ce se întâmplă. La ora 1 dimineața, o anaconda imugi, supărată pentru că nu s-a transformat în dragon, s-a strecurat din valea aflată sub terasa Sinseondae urmărind sunetul apei curgătoare. Șarpele a sărit pe călugăr încercând să îl mănânce. Seosandaesa s-a întors la templu și a așteptat până în zori. Dimineața, el împreună cu mai mulți săteni au mers la terasa Sinseondae și a observat că anaconda imugi murise, nefiind în stare să înghită întregul corp al călugărului.
Astfel, Seosandaesa a aflat secretul Templului Songnimsa de a sacrifica câte un călugăr, dându-l ca hrană unei anaconde imugi în fiecare an.
Satul de la intrarea în Valea Baemsagol a fost numit Banseon (însemnând semizeu) în memoria călugărului mort care a fost jertfit fără a deveni divinitate.

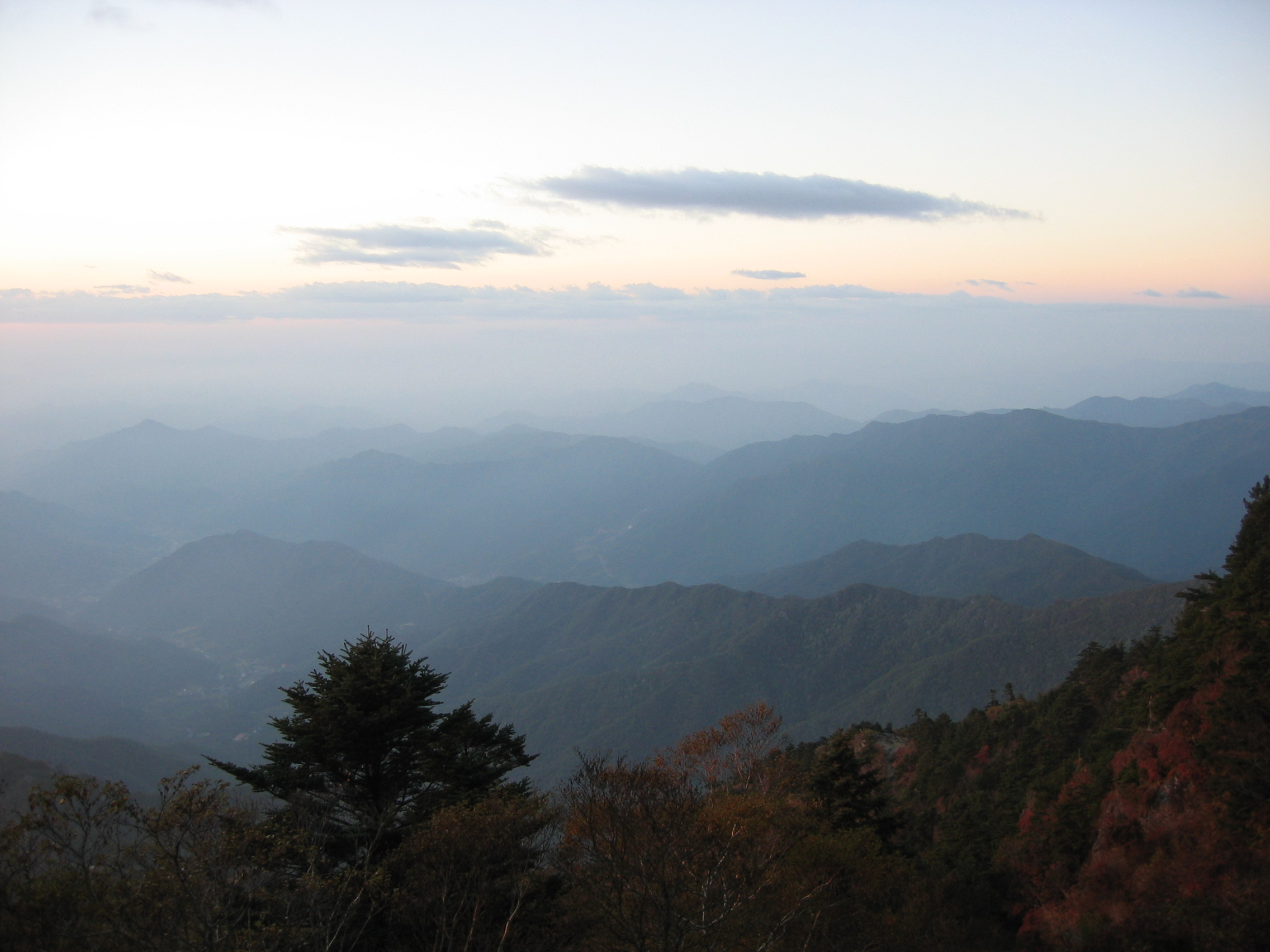
Parcul Național Jirisan
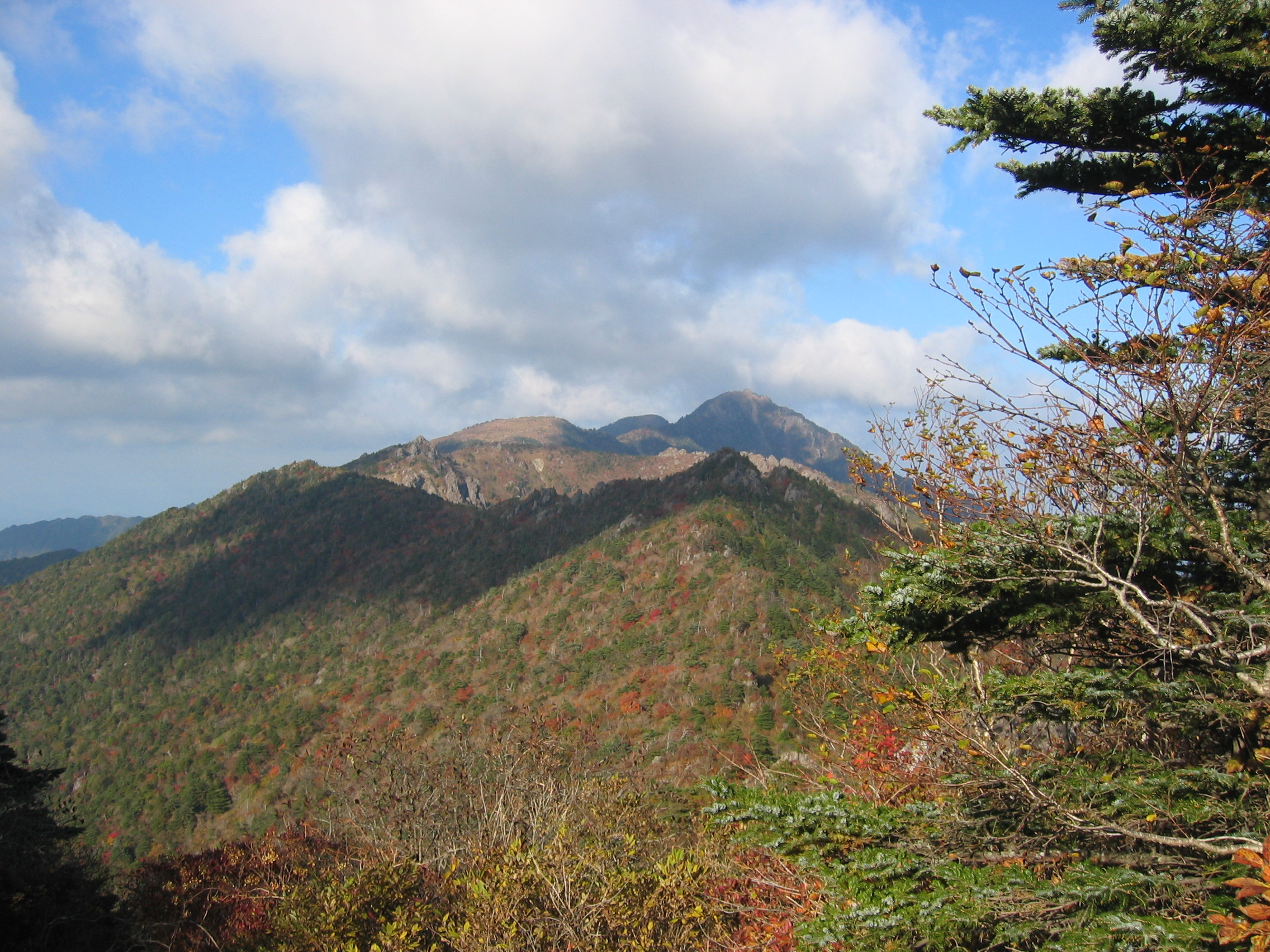
Peisaj din Muntele Jirisan
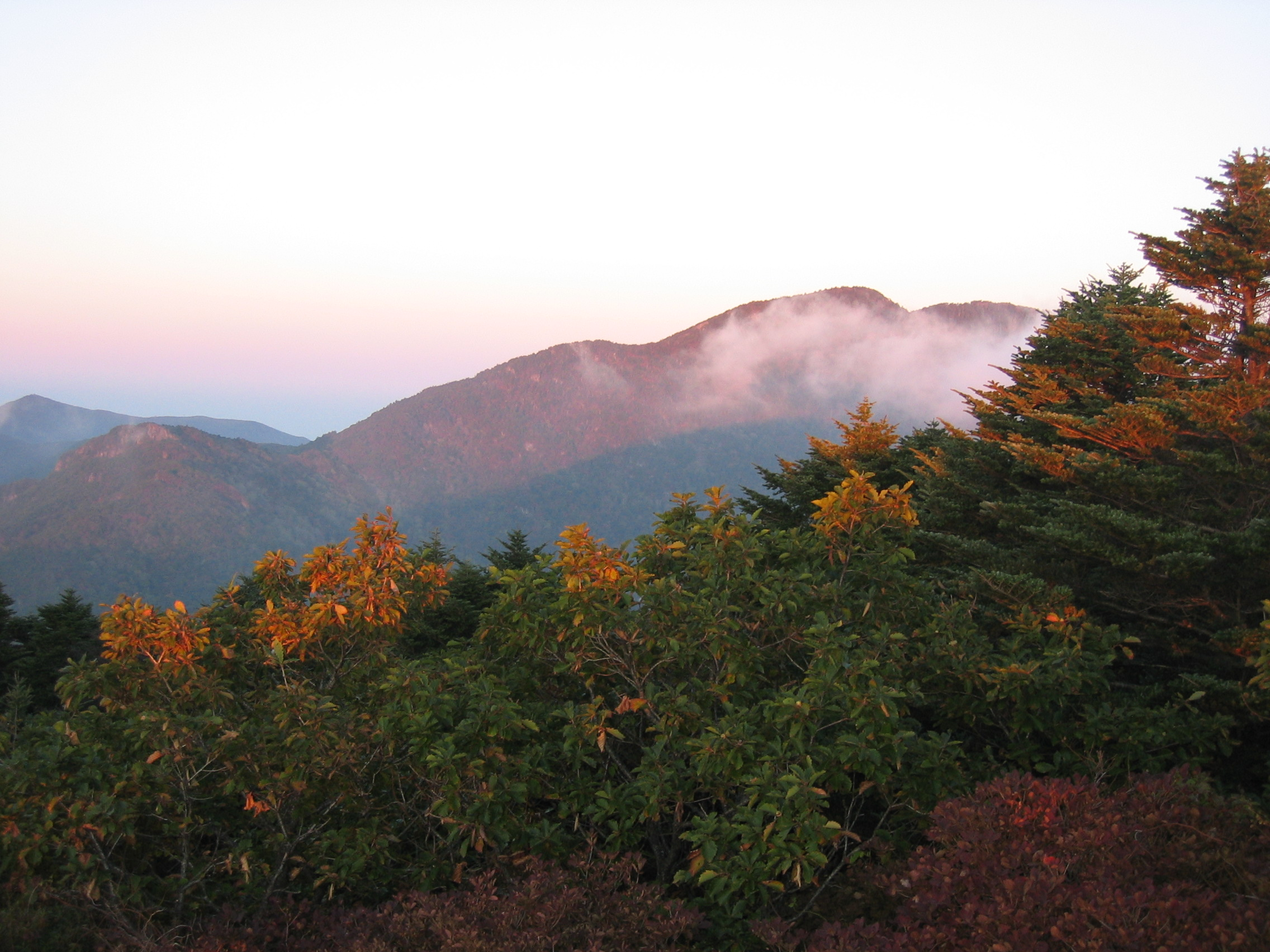
Peisaj din Muntele Jirisan
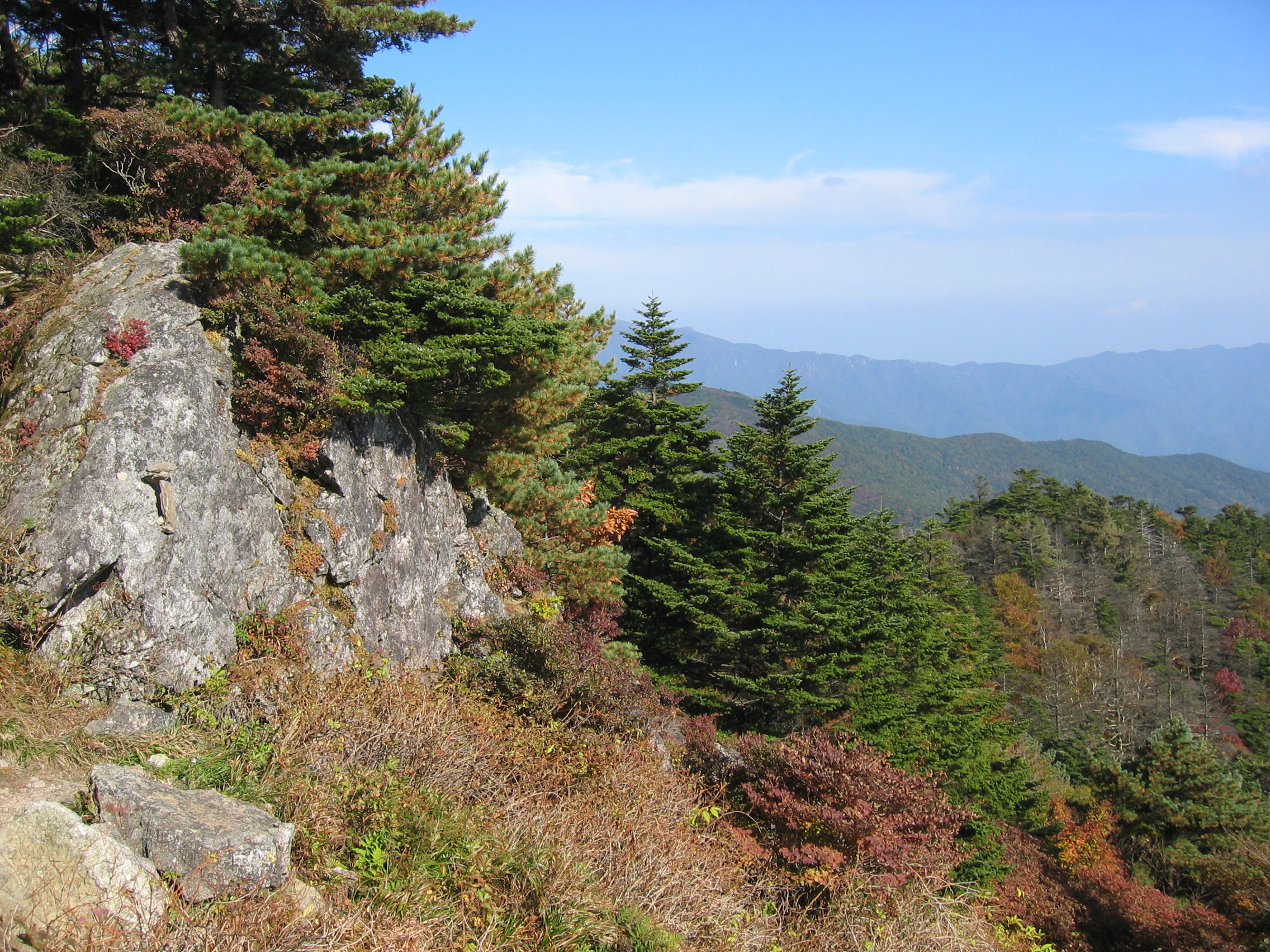
Peisaj din Muntele Jirisan
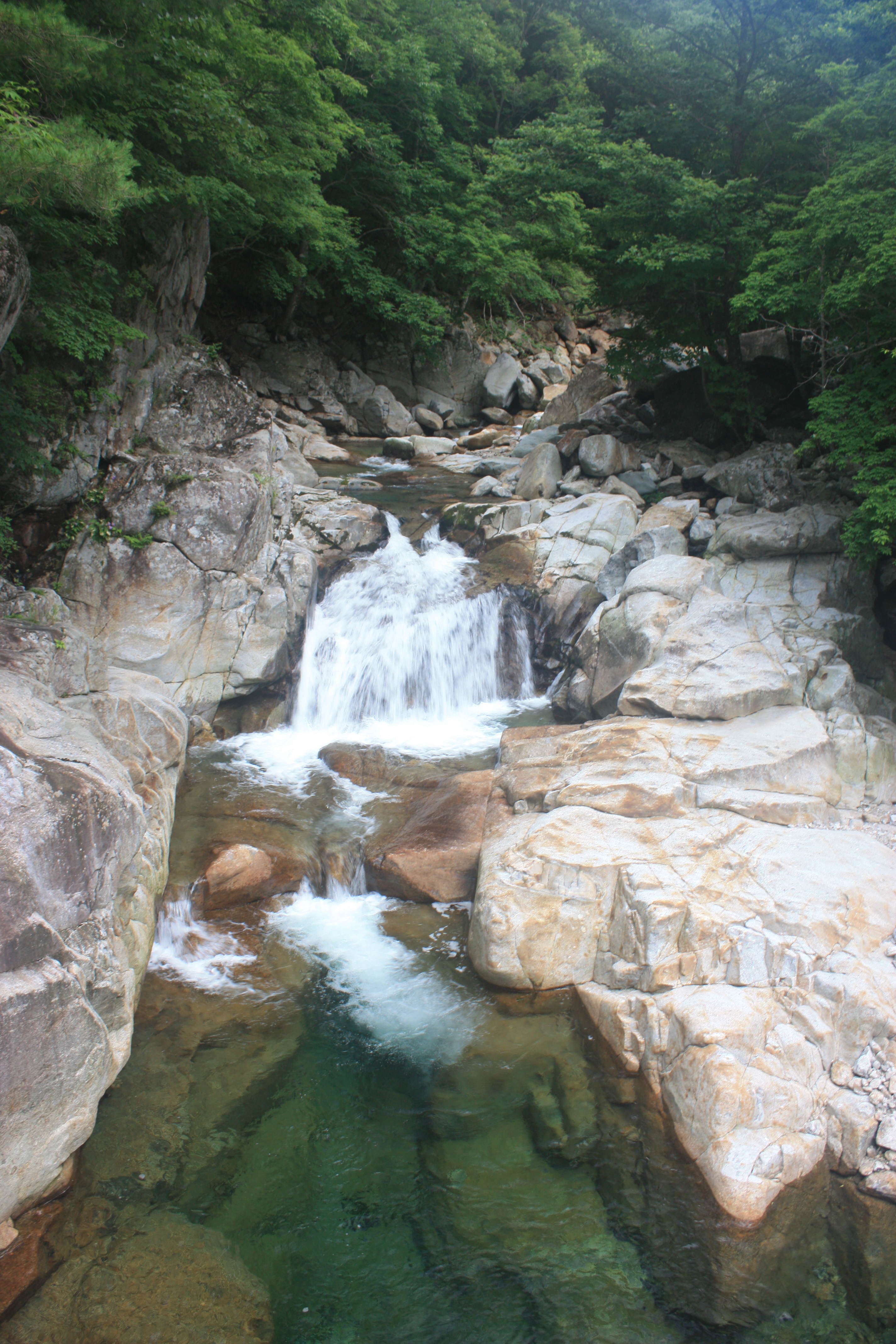
Valea Baemsagol